# Château de Linchamps
Le château  de Linchamps est une forteresse médiévale dont les ruines se trouvent sur le cours supérieur de la Semoy française à hauteur du hameau de Nohan (commune de Thilay) dans le département des Ardennes et dont les origines remontent entre le XIIe  et le  XVIe siècle .

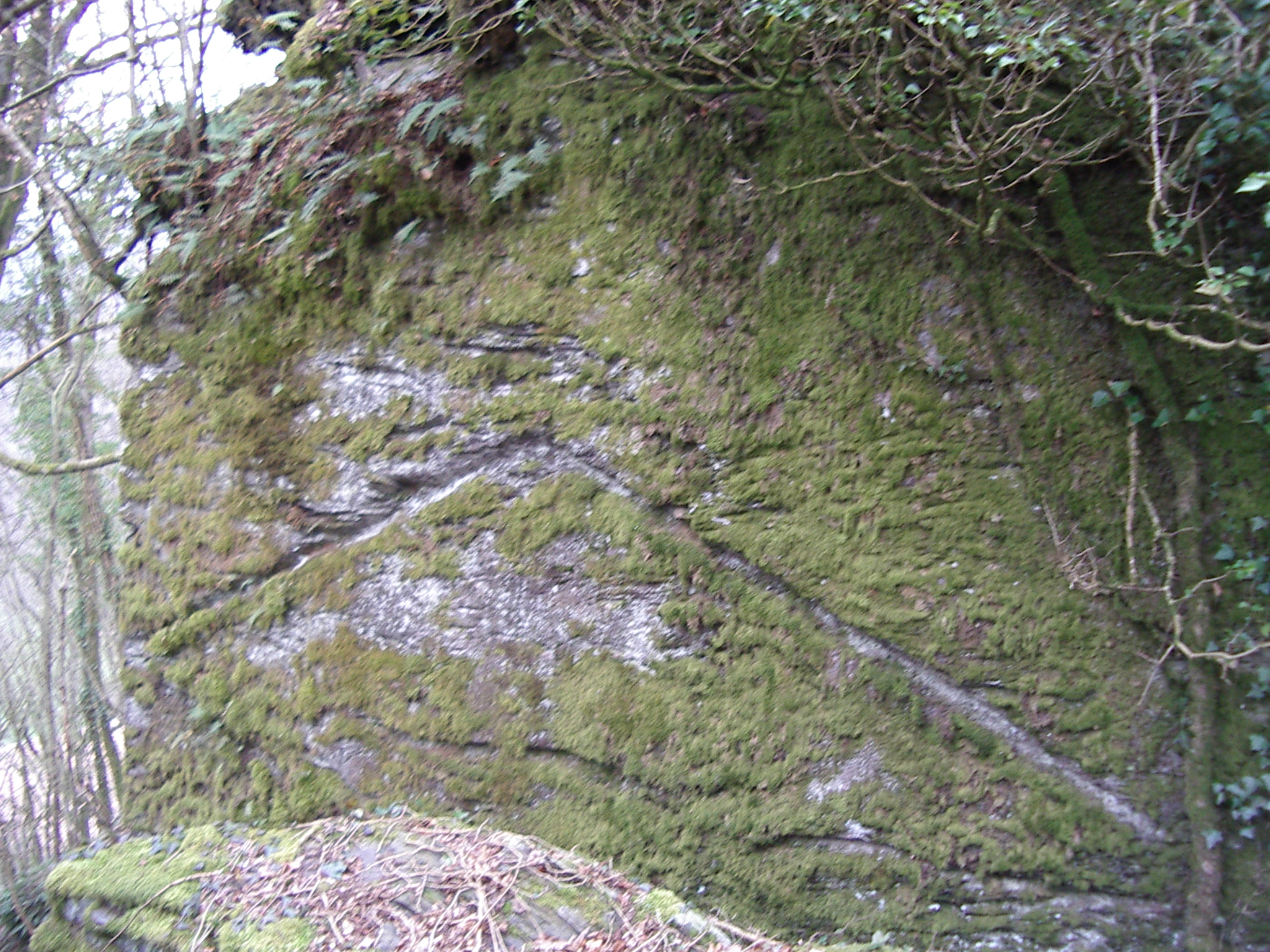
Coin Nord Est du donjon : faîtage de bâtiment

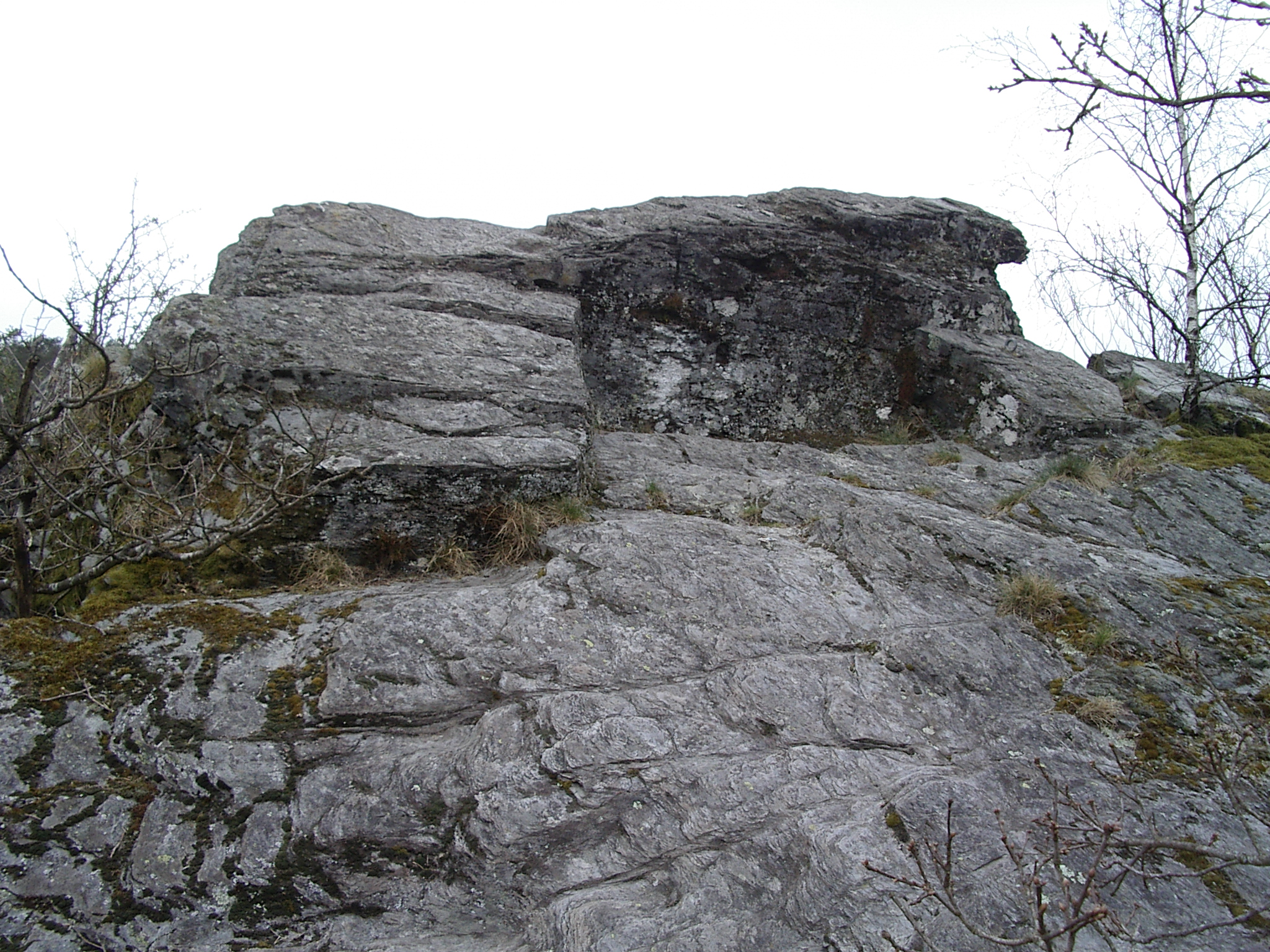
Le banc de la Fileuse

## Historique
La date d'origine du domaine castral et son évolution avant 1530 ne peuvent être déterminés par manque de documentation et par absence totale de fouilles scientifiques.
Les premières informations nous proviennent du début du XVIe siècle à l'époque Jean de Louvain (1530) construisit sur une colline escarpée une forteresse, le château de Linchamps, d'où il rançonnait les populations des alentours et les voyageurs.
Le site du château appartenait à la Collégiale de Braux et la famille de Louvain aurait saoulé les chanoines afin d'échanger le rocher contre des biens ou s’en serait emparée par la force.

Le château fut détruit par les troupes royales en 1550.

« Vous avez vu par ma présente dépesche ce que je vous ay escript des gens de guerre, que j'envoyois à Linchamps pour en chasser le sieur de Rognac et ung nombre de bannis et de meschante canaille qu'il retiroit la-dedans, lesquels fesaient infinis maux et pilleries sur la frontière tant du dict empereur que de Moy, affin de nettoyer le pays d'une telle vermine. Depuis nos gens sont approchés si près que le dict seigneur de Rognac, craignant ce qui est advenu, se retira et laissa dedans environ soixante hommes, quy ont bien osé attendre troys ou quatre cents coups de canon, mais à la fin ont esté contraincts de se rendre à ma miséricorde, laquelle s'est étendue seulement sur les étrangers qui y estoient, lesquels j'ay renvoyés libres en leurs pays, car de ceux qui estoient mes subjets ay commandé la justice estre faicte comme de rebelles qu'ils ont esté. Et combien que la dicte place fust très bonne et forte, grandement pourvue de toutes munitions de guerre, si est-ce que pour oster tout soupçon au dict Seigneur-Empereur que je l'ay faict pour m'avantager en riens de ce costé, j'ay ordonné qu'elle fust rasée et ruynée ; et de présent, y a gens exprès qui y besognent »

— Lettre d'Henri II à M. de Marillac, fin juillet 1550
.
Le château a été reconstruit par le duc de Guise un peu plus tard (1554).
Finalement le château fit les frais d'une restructuration des forteresses française:

« Je ne suis point pour le grand nombre de places, nous n'en avons que trop. Et plût à Dieu que nous en eussions moins de moitié et qu'elles fussent toutes en bon état…Monseigneur le Roy devrait un peu songer à faire son pré carré. »

— Lettre de Vauban à Louvois, Secrétaire d'État à la guerre, le 21 décembre 1672.
Linchamps fut donc détruit par «mine allumée » en 1673.

## Chronologie
- 1530, Antoine de Louvain, sire de Rognac en Tardenois, beau-père de Gaspard de Heu, acquiert Linchamps.
- 1531, début de la construction du château.
- 1535, fin des travaux.
- 1538, Charles Quint demande la destruction du château.
- 1544, pendant les discussions de la Trêve de Crépy-en-Laonnois, les délégués impériaux prétendent que le château de Linchamps se trouve en pays de Luxembourg, donc relève du Saint-Empire romain germanique mais le roi soutient Rognac, son ancien page.
- 1544, Jean de Louvain pille et incendie Braux, Levrezy, Nouzonville et Gespunsart qu'il était censé protéger.
- 1550, (Juin-Juillet) : siège et destruction du château par les troupes du roi Henri II à la suite d'une querelle entre Rognac et le duc de Nevers, gouverneur de Champagne[6].
- 1554, reconstruction  par Francois de Clèves.
- 1585 - 1589, fortifications par Henri de Lorraine, duc de Guise.
- 1589, Linchamps est administré par Catherine de Clèves.
- 1629, Louis XIII achète les châteaux de Linchamps et de Château-Regnault
- 1650, M. de Ligniville, frondeur allié à l'Espagne, prend Linchamps.
- 1653, (30 novembre) : Condé s'empare de Linchamps.
- 1659, (4 juin): Traité de Paris et restitution de Linchamps au royaume de France.
- 1660, remise de  Linchamps au roi en présence de Abraham de Fabert d'Esternay, gouverneur de Sedan.
- 1673, destruction de Linchamps sur ordre du roi.

## Le site aujourd'hui
Le site actuel, à l'état d'abandon  est constitué par un éperon rocheux surplombant d'une centaine de mètres un méandre de la rivière Semoy. L'ensemble castral s'étale du nord au sud sur une longueur d'environ 250 m. Sa largeur est irrégulière et atteint  probablement un maximum de 120 m.
L'ensemble du site est recouvert par la végétation, défiguré par le temps et parsemé des blocs de pierre, parois taillées dans la roche, vestiges d'anciens édifices difficilement lisibles par les visiteurs.
Une première approche fait apparaître plusieurs secteurs :
- Au nord, un plan incliné gravit la roche, un escalier rudimentaire mène à la partie la plus escarpée du site, une arête rocheuse dont la pente avoisine 15 % se termine au nord sur une faille. La montée qui mesure environ 45 m se termine à son extrémité par une cavité rectangulaire connue sous le nom « banc de la fileuse » . La pente du terrain est forte ; à l'est se trouve un alignement de roches.
- Une zone centrale, la plus étendue, une  sorte de nid d'aigle culminant sur la crête principale constituant probablement le chœur du château. La zone mesure environ dans son axe nord-sud 115 m et 95 m d'est en ouest. Elle est caractérisée par des pentes abruptes formées par des hautes roches, (hormis la façade sud), parsemée de nombreux vestiges : murets, mur maçonné, chanfrein avec congé et encoches dans le rocher, enchevêtrement d'escaliers, faîtage de bâtiment, canonnière ou poterne, salles écroulées.
- Une zone intermédiaire plus étroite recouverte par la végétation, ayant la forme d'un trapèze d'environ 30 × 25 m avec le plus grand côté qui mesure environ 40 m et le plus petit 17 m environ. Sur la partie nord une imposante roche domine un chemin creux taillé en « V »[7].
- La zone dite « petit paté » avec son caractéristique escalier. Il s'agit d'un rocher dont le sommet est constitué par un terre-plein d'environ 20 × 10 m délimité sur les côtés longitudinaux par une file des roches taillées d'environ 90 cm d'épaisseur.
- Au sud, un large fossé, un croissant en forme de « U ».

## Légende de la fileuse de Linchamps
La Légende raconte que le fantôme vêtu de blanc de la dernière châtelaine de Linchamps, assise dans une tourelle du château ressemblant à un siège naturel (banc de la fileuse ), file la nuit à l'aide d'un rouet tournant sans bruit. Elle passe des heures à cet endroit pour filer et il lui arrive de pousser des pierres de son château dans la Semoy comme pour faire disparaître les vestiges de son ancienne demeure et afin d'écraser les personnes qui s'aventureraient dans le secteur.